# Lille Bill
Lille Bill är en animerad serie från 1999 som sändes i Nick Jr. serien har även visats i Sverige.

## Handling
Animerat förskoleprogram baserad på Bill Cosby. Ett lugnt tempo med jazzmusik i bakgrunden av historierna om Lille Bill och hans vardag. Han undersöker allt och får hjälp av sin familj och vänner med olika saker som kan hända vem som helst.